# Erna Wiechert
Erna Wiechert (* 7. Mai 1905 in Sieker (Bielefeld); † 24. Juli 1974 in Bielefeld), geborene Schlingmann, war eine deutsche Politikerin (SPD) und Widerstandskämpferin gegen den Nationalsozialismus.
Die Tochter aus einem Arbeiterhaushalt arbeitete nach der Volksschule ab 1919 zunächst in der Nährmittelfabrik Dr. August Oetker KG in Bielefeld. Von 1922 bis 1933 war sie Angestellte im SPD-Bezirksverband Ostwestfalen-Lippe und im Zentralverband der Angestellten organisiert. Wiechert besuchte u. a. die Heimvolksschule Tinz für Fortbildungen. In der NS-Zeit war sie Stenotypistin in einer Vulkanfiber-Fabrik in Werder (Havel). Gemeinsam mit ihrem Ehemann Theodor Wiechert beteiligte sie sich am Widerstand gegen die NSDAP-Regierung. Unter anderem arbeitete sie mit dem linkssozialistischen Roten Stoßtrupp zusammen. Am 18. Dezember 1933 wurde Erna Wichert in ihrer Wohnung festgenommen. Sie kam am 31. März 1934 wieder frei, wurde jedoch erneut am 26. April des Jahres verhaftet. Am 15. August 1934 verurteilte sie das Kammergericht Berlin zu sechs Monaten Gefängnis.
Nach dem Krieg wurde sie Referentin im Bezirksamt Wedding im Bereich der Volksbildung. 1946 bis 1958 war sie Bezirksstadträtin in Berlin-Wedding. Kurzzeitig war Wiechert Mitglied der Stadtverordnetenversammlung von Groß-Berlin. Erneut wurde sie von 1963 bis 1967 als Mitglied des Abgeordnetenhauses von Berlin gewählt.